# الادعاء (فلم)
الادعاء (بالإنجليزية: Alibi) هو فيلم جريمة تم إنتاجه في الولايات المتحدة وصدر في سنة 1929.

## ترشيحات وجوائز
| السنة | الحدث  | الفئة          | النتيجة |
| ----- | ------ | -------------- | ------- |
| 1929  | أوسكار | أفضل فيلم      | ترشـيـح |
| 1929  | أوسكار | أفضل ممثل      | ترشـيـح |
| 1929  | أوسكار | أفضل إنتاج فني | ترشـيـح |

## وصلات خارجية
- مقالات تستعمل روابط فنية بلا صلة مع ويكي بيانات